# Diskografie Blackbeara
Toto je seznam vydané diskografie amerického zpěváka, skladatele a hudebního producenta Blackbeara. Vydal celkem šest studiových alb, tři spolupracovní alba, sedm extended play, jeden spolupracovní extended play, dva mixtapy a 48 singlů.

## Alba

### Studiová alba
| Deadroses                                                                               | - Vydáno: 14. února 2015 - Vydavatelství: Beartrap                            | —   | 37 | —  | —  | —  | —  | —  | —  | —  | - RIAA: Gold |
| Help                                                                                    | - Vydáno: 27. listopadu 2015 - Vydavatelství: Beartrap                        | —   | 34 | —  | —  | —  | —  | —  | —  | —  |              |
| Digital Druglord                                                                        | - Vydáno: 20. dubna 2017 - Vydavatelství: Beartrap, Alamo Records, Interscope | 14  | 7  | —  | 19 | 71 | —  | 40 | 55 | —  | - RIAA: Gold |
| Anonymous                                                                               | - Vydáno: 26. dubna 2019 - Vydavatelství: Beartrap, Alamo, Interscope         | 36  | 20 | —  | 69 | 81 | —  | —  | —  | —  |              |
| Everything Means Nothing                                                                | - Vydáno: 21. srpna 2020 - Vydavatelství: Beartrap, Alamo, Interscope         | 15  | —  | 82 | 19 | —  | 23 | 37 | —  | 56 | - RIAA: Gold |
| In Loving Memory                                                                        | - Vydáno: 26. srpna 2022 - Vydavatelství: Alamo, Columbia                     | 146 | —  | —  | —  | —  | —  | —  | —  | —  |              |
| "—" značí, že se nahrávka neumístila v hitparádách nebo v tomto území ani nebyla vydána |                                                                               |     |    |    |    |    |    |    |    |    |              |

### Mixtapy
| Sex: The Mixtape                                                                        | - Vydáno: 31. října 2012 - Vydavatelství: samovydavatel                   | —  | —  |
| Cybersex                                                                                | - Vydáno: 27. listopadu 2017 - Vydavatelství: Beartrap, Alamo, Interscope | 47 | 21 |
| "—" značí, že se nahrávka neumístila v hitparádách nebo v tomto území ani nebyla vydána |                                                                           |    |    |

## Extended play
| Foreplay                                                                                | - Vydáno: 20. dubna 2012                                            | —   | —  | —  |
| The Afterglow                                                                           | - Vydáno: 20. dubna 2014                                            | —   | —  | —  |
| Dead                                                                                    | - Vydáno: 2. června 2015 - Vydavatelství: Beartrap                  | —   | 36 | —  |
| Drink Bleach                                                                            | - Released: June 17, 2016 - Label: Beartrap                         | —   | —  | —  |
| Cashmere Noose                                                                          | - Vydáno: 4. srpna 2016 - Vydavatelství: Beartrap                   | 108 | 7  | —  |
| Salt                                                                                    | - Vydáno: 2. dubna 2017 - Vydavatelství: Beartrap                   | —   | —  | —  |
| Misery Lake                                                                             | - Vydáno: 13. srpna 2021 - Vydavatelství: Beartrap, Alamo, Columbia | 102 | —  | 86 |
| "—" značí, že se nahrávka neumístila v hitparádách nebo v tomto území ani nebyla vydána |                                                                     |     |    |    |

## Singly

### Jako hlavní umělec
| Název                                                                                   | Rok  | Umístění v hitparádách | Umístění v hitparádách | Umístění v hitparádách | Umístění v hitparádách | Umístění v hitparádách | Umístění v hitparádách | Umístění v hitparádách | Umístění v hitparádách | Umístění v hitparádách | Umístění v hitparádách | Certifikace                                                                                | Album                        |
| Název                                                                                   | Rok  | US                     | US R&B/HH              | US R&B                 | AUS                    | CAN                    | IRE                    | NZ                     | SWE                    | UK                     | WW                     | Certifikace                                                                                | Album                        |
| --------------------------------------------------------------------------------------- | ---- | ---------------------- | ---------------------- | ---------------------- | ---------------------- | ---------------------- | ---------------------- | ---------------------- | ---------------------- | ---------------------- | ---------------------- | ------------------------------------------------------------------------------------------ | ---------------------------- |
| "Nyla"                                                                                  | 2013 | —                      | —                      | —                      | —                      | —                      | —                      | —                      | —                      | —                      | —                      |                                                                                            | Singl bez alb                |
| "Idfc"                                                                                  | 2014 | —                      | —                      | 14                     | —                      | —                      | —                      | —                      | —                      | —                      | —                      | - RIAA: 3× Platinum - BPI: Platinum - MC: Platinum                                         | Deadroses                    |
| "4U"                                                                                    | 2015 | —                      | —                      | —                      | —                      | —                      | —                      | —                      | —                      | —                      | —                      | - RIAA: Gold                                                                               | Deadroses                    |
| "Dirty Laundry"                                                                         | 2015 | —                      | —                      | —                      | —                      | —                      | —                      | —                      | —                      | —                      | —                      | - RIAA: Gold                                                                               | Deadroses                    |
| "Different Hos"                                                                         | 2015 | —                      | —                      | —                      | —                      | —                      | —                      | —                      | —                      | —                      | —                      |                                                                                            | Help                         |
| "Paragraphs"                                                                            | 2015 | —                      | —                      | —                      | —                      | —                      | —                      | —                      | —                      | —                      | —                      |                                                                                            | Help                         |
| "Oh Lord"                                                                               | 2015 | —                      | —                      | —                      | —                      | —                      | —                      | —                      | —                      | —                      | —                      |                                                                                            | Help                         |
| "Slide Thru" (feat. Jerry Good)                                                         | 2016 | —                      | —                      | —                      | —                      | —                      | —                      | —                      | —                      | —                      | —                      |                                                                                            | Help                         |
| "Girls Like U"                                                                          | 2016 | —                      | —                      | —                      | —                      | —                      | —                      | —                      | —                      | —                      | —                      |                                                                                            | Drink Bleach                 |
| "Wanderlust"                                                                            | 2017 | —                      | —                      | —                      | —                      | —                      | —                      | —                      | —                      | —                      | —                      |                                                                                            | Cashmere Noose               |
| "Do Re Mi" (sólo nebo feat. Gucci Mane)                                                 | 2017 | 40                     | 12                     | 2                      | —                      | 62                     | —                      | —                      | —                      | 94                     | —                      | - RIAA: 6× Platinum - BPI: Gold - MC: 4× Platinum                                          | Digital Druglord             |
| "Playboy Shit" (feat. Lil Aaron)                                                        | 2017 | —                      | —                      | —                      | —                      | —                      | —                      | —                      | —                      | —                      | —                      |                                                                                            | Cybersex                     |
| "Up in This" (s Tinashe)                                                                | 2017 | —                      | —                      | —                      | —                      | —                      | —                      | —                      | —                      | —                      | —                      |                                                                                            | Cybersex                     |
| "Idwk" (s Dvbbs)                                                                        | 2018 | —                      | —                      | —                      | —                      | 67                     | —                      | —                      | —                      | —                      | —                      | - MC: Platinum                                                                             | Singly bez alb               |
| "The 1"                                                                                 | 2018 | —                      | —                      | —                      | —                      | —                      | —                      | —                      | —                      | —                      | —                      |                                                                                            | Singly bez alb               |
| "Miracles" (se Stalking Gia)                                                            | 2018 | —                      | —                      | —                      | —                      | —                      | —                      | —                      | —                      | —                      | —                      |                                                                                            | Singly bez alb               |
| "1 Sided Love"                                                                          | 2019 | —                      | —                      | —                      | —                      | —                      | —                      | —                      | —                      | —                      | —                      |                                                                                            | Anonymous                    |
| "High1x"                                                                                | 2019 | —                      | —                      | —                      | —                      | —                      | —                      | —                      | —                      | —                      | —                      |                                                                                            | Anonymous                    |
| "Swear to God"                                                                          | 2019 | —                      | —                      | —                      | —                      | —                      | —                      | —                      | —                      | —                      | —                      |                                                                                            | Anonymous                    |
| "Hate My Guts"                                                                          | 2019 | —                      | —                      | —                      | —                      | —                      | —                      | —                      | —                      | —                      | —                      |                                                                                            | Anonymous                    |
| "Dead to Me"                                                                            | 2019 | —                      | —                      | —                      | —                      | —                      | —                      | —                      | —                      | —                      | —                      |                                                                                            | Anonymous                    |
| "Short Kings Anthem" (s Tiny Meat Gang)                                                 | 2019 | —                      | —                      | —                      | —                      | —                      | —                      | —                      | —                      | —                      | —                      |                                                                                            | Singl bez alb                |
| "Hot Girl Bummer"                                                                       | 2019 | 11                     | 6                      | —                      | 8                      | 24                     | 7                      | 6                      | 18                     | 14                     | 176                    | - RIAA: 4× Platinum - ARIA: 4× Platinum - BPI: Platinum - MC: 5× Platinum - RMNZ: Platinum | Everything Means Nothing     |
| "Tongue Tied" (s Marshmello a Yungblud)                                                 | 2019 | —                      | —                      | —                      | —                      | —                      | 63                     | —                      | —                      | 62                     | —                      |                                                                                            | Singl bez alb                |
| "Me & Ur Ghost"                                                                         | 2020 | —                      | —                      | —                      | —                      | —                      | 67                     | —                      | —                      | —                      | —                      | - RIAA: Gold - MC: Platinum                                                                | Everything Means Nothing     |
| "Queen of Broken Hearts"                                                                | 2020 | —                      | —                      | —                      | —                      | —                      | —                      | —                      | —                      | —                      | —                      | - RIAA: Gold - MC: Gold                                                                    | Everything Means Nothing     |
| "My Ex's Best Friend" (s Machine Gun Kelly)                                             | 2020 | 20                     | —                      | —                      | 22                     | 26                     | 34                     | —                      | —                      | 30                     | 25                     | - RIAA: 3× Platinum - ARIA: Platinum - BPI: Gold - MC: 2× Platinum                         | Tickets to My Downfall       |
| "Hard on Yourself" (s Charlie Puth)                                                     | 2020 | —                      | —                      | —                      | —                      | —                      | —                      | —                      | —                      | —                      | —                      |                                                                                            | Singl bez alb                |
| "Lil Bit"                                                                               | 2020 | —                      | —                      | —                      | —                      | —                      | —                      | —                      | —                      | —                      | —                      |                                                                                            | Madden NFL 21                |
| "Cheers" (s Wiz Khalifa)                                                                | 2020 | —                      | —                      | —                      | —                      | —                      | —                      | —                      | —                      | —                      | —                      |                                                                                            | Singl bez alb                |
| "U Love U" (s Tate McRae)                                                               | 2021 | —                      | —                      | —                      | —                      | 91                     | —                      | —                      | —                      | —                      | —                      |                                                                                            | Misery Lake                  |
| "Memory" (s Kane Brown)                                                                 | 2021 | 50                     | —                      | —                      | —                      | 28                     | —                      | —                      | —                      | —                      | 69                     | - RIAA: Platinum - ARIA: Gold - MC: Platinum                                               | Singl bez alb                |
| "@ My Worst"                                                                            | 2021 | —                      | —                      | —                      | —                      | —                      | —                      | —                      | —                      | —                      | —                      | - RIAA: Gold                                                                               | Misery Lake                  |
| "GFY" (s Machine Gun Kelly)                                                             | 2022 | —                      | —                      | —                      | —                      | 85                     | —                      | —                      | —                      | —                      | —                      |                                                                                            | In Loving Memory             |
| "The Idea"                                                                              | 2022 | —                      | —                      | —                      | —                      | —                      | —                      | —                      | —                      | —                      | —                      |                                                                                            | In Loving Memory             |
| "Wish I Could Forget" (se Slander a Bring Me the Horizon)                               | 2023 | —                      | —                      | —                      | —                      | —                      | —                      | —                      | —                      | —                      | —                      |                                                                                            | Singl bez alb                |
| "Bark to the Beat" (s Mckenna Grace)                                                    | 2023 | —                      | —                      | —                      | —                      | —                      | —                      | —                      | —                      | —                      | —                      |                                                                                            | Paw Patrol: The Mighty Movie |
| "—" značí, že se nahrávka neumístila v hitparádách nebo v tomto území ani nebyla vydána |      |                        |                        |                        |                        |                        |                        |                        |                        |                        |                        |                                                                                            |                              |

### Jako vedlejší umělec
| "Champagne and Pools" (Hoodie Allen feat. Blackbear a Kyle)                             | 2015 | —  | —  | —  | —  | —  | —  | —  | —   |                                                            | Happy Camper                               |
| "Root Beer Float" (Olivia O'Brien feat. Blackbear)                                      | 2016 | —  | —  | —  | —  | —  | —  | —  | —   |                                                            | Singl bez alb                              |
| "Flex Your Way Out" (Sofi de la Torre feat. Blackbear)                                  | 2016 | —  | —  | —  | —  | —  | —  | —  | —   |                                                            | Another. Not Me. I'm Done.                 |
| "Escalade" (Lil Aaron s Blackbear)                                                      | 2017 | —  | —  | —  | —  | —  | —  | —  | —   |                                                            | Singl bez alb                              |
| "Hit Me Back" (Jacob Sartorius feat. Blackbear)                                         | 2017 | —  | —  | —  | —  | —  | —  | —  | —   |                                                            | Left Me Hangin'                            |
| "Talk Is Overrated" (Jeremy Zucker feat. Blackbear)                                     | 2017 | —  | —  | —  | —  | —  | —  | —  | —   | - RIAA: Gold - MC: Gold                                    | Idle                                       |
| "Forgetting All About You" (Phoebe Ryan feat. Blackbear)                                | 2017 | —  | —  | —  | —  | —  | —  | —  | —   |                                                            | James                                      |
| "Dangerous" (DeathbyRomy feat. Blackbear)                                               | 2019 | —  | —  | —  | —  | —  | —  | —  | —   |                                                            | Singl bez alb                              |
| "Dreamin'" (The Score feat. Blackbear)                                                  | 2019 | —  | —  | —  | —  | —  | —  | —  | —   |                                                            | Pressure                                   |
| "Beach Ballin'" (Yung Pinch feat. Blackbear)                                            | 2019 | —  | —  | —  | —  | —  | —  | —  | —   |                                                            | Back 2 the Beach                           |
| "No Service in the Hills" (Cheat Codes feat. Trippie Redd, Blackbear a Prince$$ Rosie)  | 2020 | —  | —  | —  | —  | —  | —  | —  | —   |                                                            | Hellraisers, Pt. 2                         |
| "Worry About Me" (Ellie Goulding feat. Blackbear)                                       | 2020 | —  | —  | —  | —  | 16 | 69 | 78 | —   |                                                            | Brightest Blue                             |
| "Monsters" (All Time Low feat. Blackbear nebo Blackbear a Demi Lovato)                  | 2020 | 55 | —  | —  | —  | —  | —  | —  | —   | - RIAA: Gold - ARIA: Platinum - BPI: Silver - MC: Platinum | Wake Up, Sunshine                          |
| "Go Dumb" (Y2K a the Kid Laroi feat. Blackbear a Bankrol Hayden)                        | 2020 | —  | —  | —  | —  | 29 | —  | —  | —   |                                                            | Singly bez alb                             |
| "Tinted Eyes" (Dvbbs feat. Blackbear a 24kGoldn)                                        | 2020 | —  | —  | 62 | —  | —  | —  | —  | —   | - MC: Platinum                                             | Singly bez alb                             |
| "So Sick" (Kiiara feat. Blackbear)                                                      | 2020 | —  | —  | —  | —  | —  | —  | —  | —   |                                                            | Lil Kiiwi                                  |
| "Hate the Way" (G-Eazy feat. Blackbear)                                                 | 2020 | 71 | —  | 80 | —  | 4  | —  | —  | 109 | - MC: Gold                                                 | These Things Happen Too (Deluxe)           |
| "Jealousy" (Mike Posner feat. Blackbear)                                                | 2021 | —  | —  | —  | —  | —  | —  | —  | —   |                                                            | Singl bez alb                              |
| "Love It When You Hate Me" (Avril Lavigne feat. Blackbear)                              | 2022 | —  | —  | 76 | —  | 9  | —  | —  | —   |                                                            | Love Sux                                   |
| "IDGAF" (BoyWithUke feat. Blackbear)                                                    | 2022 | 99 | 95 | 61 | 52 | —  | —  | 48 | 117 | - RIAA: Gold                                               | Serotonin Dreams                           |
| "FMK" (Gayle feat. Blackbear)                                                           | 2022 | —  | —  | —  | —  | —  | —  | —  | —   |                                                            | A Study of the Human Experience Volume Two |
| "—" značí, že se nahrávka neumístila v hitparádách nebo v tomto území ani nebyla vydána |      |    |    |    |    |    |    |    |     |                                                            |                                            |

### Promo singly
| Název                                | Rok  | Umístění v hitparádě | Album                    |
| Název                                | Rok  | US Rock              | Album                    |
| ------------------------------------ | ---- | -------------------- | ------------------------ |
| "Deadroses"                          | 2015 | —                    | Deadroses                |
| "If I Could I Would Feel Nothing"    | 2017 | —                    | Digital Druglord         |
| "Make Daddy Proud"                   | 2017 | —                    | Digital Druglord         |
| "Bright Pink Tims" (feat. Cam'ron)   | 2017 | —                    | Cybersex                 |
| "Gucci Linen" (feat. 2 Chainz)       | 2017 | —                    | Cybersex                 |
| "Ice Out" (Fat Nick feat. Blackbear) | 2018 | —                    | Generation Numb          |
| "I Feel Bad"                         | 2020 | —                    | Everything Means Nothing |
| "I Feel 2 Much"                      | 2020 | —                    | Everything Means Nothing |
| "I Felt That"                        | 2020 | —                    | Everything Means Nothing |
| "If I Were U" (s Lauv)               | 2020 | —                    | Everything Means Nothing |
| "Toxic Energy" (s The Used)          | 2022 | 46                   | In Loving Memory         |

## Další umístěné a certifikované písně
| Název                                                                                   | Rok  | Umístění v hitparádách | Umístění v hitparádách | Umístění v hitparádách | Umístění v hitparádách | Umístění v hitparádách | Certifikace      | Album              |
| Název                                                                                   | Rok  | US                     | CAN                    | IRE                    | NZ Hot                 | UK                     | Certifikace      | Album              |
| --------------------------------------------------------------------------------------- | ---- | ---------------------- | ---------------------- | ---------------------- | ---------------------- | ---------------------- | ---------------- | ------------------ |
| "90210" (feat. G-Eazy)                                                                  | 2015 | —                      | —                      | —                      | —                      | —                      | - RIAA: Gold     | Deadroses          |
| "Chateau"                                                                               | 2017 | —                      | —                      | —                      | —                      | —                      | - RIAA: Gold     | Digital Druglord   |
| "I Miss the Old U"                                                                      | 2017 | —                      | —                      | —                      | —                      | —                      | - RIAA: Platinum | Digital Druglord   |
| "Anxiety" (s FRND)                                                                      | 2017 | —                      | —                      | —                      | —                      | —                      | - RIAA: Gold     | Cybersex           |
| "Alone in a Room Full of People"                                                        | 2021 | —                      | —                      | —                      | 30                     | —                      |                  | Misery Lake        |
| "Make Up Sex" (Machine Gun Kelly feat. Blackbear)                                       | 2022 | 59                     | 33                     | 74                     | 3                      | 55                     | - MC: Gold       | Mainstream Sellout |
| "—" značí, že se nahrávka neumístila v hitparádách nebo v tomto území ani nebyla vydána |      |                        |                        |                        |                        |                        |                  |                    |

## Spoluumělec
| Název                          | Rok  | Další umělec                                   | Album                               |
| ------------------------------ | ---- | ---------------------------------------------- | ----------------------------------- |
| "End of the Road"              | 2012 | Machine Gun Kelly                              | Lace Up                             |
| "Leaving in the Morning"       | 2013 | Artist vs. Poet                                | Remember This (Anniversary Edition) |
| "Jiggy"                        | 2014 | Pettros                                        | Písně bez alb                       |
| "If It Kills Me"               | 2015 | Jack Novak                                     | Písně bez alb                       |
| "Surprise Party"               | 2016 | Hoodie Allen                                   | Happy Camper                        |
| "We Out Here"                  | 2016 | Coolwater Set, Thurz                           | Píseň bez alb                       |
| "Ocean Eyes (Blackbear Remix)" | 2017 | Billie Eilish                                  | Ocean Eyes (The Remixes)            |
| "Spent All My Money..."        | 2017 | Mod Sun                                        | Movie                               |
| "Popstar"                      | 2017 | Neesly, AJ Tracey                              | Píseň bez alb                       |
| "About You"                    | 2018 | Mike Shinoda                                   | Post Traumatic                      |
| "Falling (Remix)"              | 2018 | Trevor Daniel                                  | Píseň bez alb                       |
| "Right Now"                    | 2019 | sober rob                                      | RESET                               |
| "back2you"                     | 2019 | nothing,nowhere.                               | BLOODLUST                           |
| "Couldn't Say Sorry"           | 2019 | 24hrs                                          | Valentino Twenty                    |
| "Dead & Over"                  | 2020 | R I L E Y                                      | LOSS ANGELES                        |
| "Am I High Rn"                 | 2020 | Quinn XCII                                     | A Letter To My Younger Self         |
| "Regina George"                | 2020 | 24hrs                                          | Písně bez alb                       |
| "Be Happy (Remix)"             | 2020 | Dixie D'Amelio, Lil Mosey                      | Písně bez alb                       |
| "Pill Breaker"                 | 2021 | Trippie Redd, Travis Barker, Machine Gun Kelly | Neon Shark vs Pegasus               |

## S Polaroid

### Alba
| Název          | Detaily o albu                          |
| -------------- | --------------------------------------- |
| Paint the Town | - Vydáno: 2008 - Vydavatelství: Leakmob |

### Extended play
| Název          | Detaily o albu                            |
| -------------- | ----------------------------------------- |
| Inside and Out | - Vydáno: 2007 - Vydavatelství: nezávislé |

## S Me, The Machine

### Alba
| Název       | Detaily o albu                            |
| ----------- | ----------------------------------------- |
| New Masters | - Vydáno: 2009 - Vydavatelství: nezávislé |

## Jako Mat Musto

### Alba
| Název    | Detaily o albu                                      |
| -------- | --------------------------------------------------- |
| Exposure | - Vydáno: 10. října 2010 - Vydavatelství: nezávislé |

### Extended play
| Název                 | Detaily o albu                                          |
| --------------------- | ------------------------------------------------------- |
| Brightness            | - Vydáno: 21. listopadu 2008 - Vydavatelství: nezávislé |
| Contrast              | - Vydáno: 15. října 2009 - Vydavatelství: nezávislé     |
| Year of the Blackbear | - Vydáno: 4. července 2011 - Vydavatelství: nezávislé   |
| Gone For Good         | - Vydáno: 8. října 2011 - Vydavatelství: nezávislé      |

## S Hotel Motel
| Název         | Detaily o albu                                       |
| ------------- | ---------------------------------------------------- |
| Pink Lemonade | - Vydáno: 1. dubna 2016 - Vydavatelství: Hotel Motel |

## S Mansionz
| Mansionz                                                                                | - Vydáno: 24. března 2017 - Vydavatelství: Beartrap, Monster Mountain, Island | 67 |
| Mansionz 2                                                                              | - Vydáno: 31. října 2023 - Vydavatelství: Beartrap, Monster Mountain, Island  | —  |
| "—" značí, že se nahrávka neumístila v hitparádách nebo v tomto území ani nebyla vydána |                                                                               |    |